# 甘肅省政府 (中華民國)
甘肅省政府是中華民國南京國民政府在甘肅省的最高地方行政機關。1949年8月后，历经兰州战役、酒泉起义、武都起义，甘肅省政府逐步溃散。

## 历史沿革

### 1949年的溃散
1949年8月的兰州战役后，中国人民解放军攻占甘肃省省会兰州。随后发起河西战役。9月24日，新疆警备总司令兼河西警备总司令陶峙岳领衔通电，率领河西警备司令部3.8万名官兵投诚，是为酒泉起义。在外逃无望的情况下，逃往新疆哈密的甘肃省政府秘书长、代主席丁宜中、财政厅长寇永吉、建设厅长骆力学、民政厅长马继周、教育厅长宋恪等人返回酒泉。9月29日:9020（或说10月2日、10月3日），丁宜中等500余人向酒泉军管会投诚，上缴携带的档案、财物。计有黄金900两、白银15万两、银元1000余枚、鸦片8100余两、进口药品和医疗器械82箱、档案70余箱、汽车20余辆。
12月9日，甘肃省政府主席、国军第119军军长王治岐和副军长蒋云台在武都县宣布投诚，是为武都起义。中华人民共和国政府取得甘肃省全境。

## 历任省主席
- 劉郁芬（1927年6月25日 - 1929年5月21日[4]:39 ）
- 孫連仲（1929年10月7日 - 1930年4月1日[4]:39）
- 馬鴻賓（1930年4月1日 - 1931年8月25日）
  - 1930年4月1日，馮玉祥命令馬鴻賓代理甘肃省政府主席。未到任前，由财政厅厅长王祯代行主席职务。11月1日，王祯向兰州各界代表大会辞去代行主席职务。1931年1月15日，馬鴻賓任甘肃省政府代理主席。8月5日，任甘肃省政府主席。8月25日，雷马事变中被捕[4]:39。
  - 1931年8月25日，雷马事变时，成立临时甘肃省政府，马文车任代理省政府主席兼教育厅厅长[4]:39。
- 邵力子（1932年4月30日 - 1933年1月[4]:39）
- 鄧寶珊（暂代，1933年1月 - 1933年7月[4]:39）
- 朱紹良（1933年7月 - 1935年11月[4]:40）
- 于學忠（1935年11月 - 1937年3月[4]:40）
- 朱紹良（1937年 - 1940年11月15日[4]:40）
- 賀耀組（朱绍良到任前代理，1937年5月17日 - 1937年12月10日[4]:40）
- 谷正倫（1940年11月15日 - 1946年10月17日[4]:40）
- 郭寄嶠（1946年10月17日 - 1949年5月[4]:40）
- 馬鴻逵（1949年7月27日[4]:47 - 1949年12月2日）
  - 馬鴻逵未到任，由丁宜中代职。10月初，丁宜中及各厅厅长、处长投诚[3]。12月2日，代總統李宗仁令甘肅省政府委員兼主席馬鴻逵應予撤去本兼各職[5]。
- 王治岐（1949年10月20日[3] - 1949年12月9日[4]:47）